# Hudson River Wind Meditations
Albums de Lou Reed
The Raven
(2003) The Creation of the Universe
(2009)
Hudson River Wind Meditations est un album de Lou Reed sorti en 2007 avec des tendances rock moins affirmées : c'est un album instrumental méditatif destiné à accompagner la pratique du taiji quan.

## Titres
1. Move Your Heart — 28:55
2. Find Your Note — 31:35
3. Blend the Ambiance (Hudson River Wind) — 1:51
4. Wind Coda — 5:22

Deuxième album instrumental de Lou Reed (après Metal Machine Music en 1975), Hudson River Wind Méditations se veut un album d'essai sonore et philosophique (toutefois, d'un accès musical plus facile que son prédécesseur).